# فصايل
فصايل هي إحدى التجمعات السكانية التي تتبع لمحافظة أريحا، وتقع شمال المدينة على بعد 18.5 كم منها، كما أنها مصنفة كمحمية طبيعية تمتد من أسفل سفوح دوما الشرقية وتحديداً من منطقة رأس العين وحتى منطقة المخروق وسط غور الأردن.

## التسمية
سميت فصايل بهذ الاسم نسبة إلى لفظ المجموعات (الفصائل)، وهناك سبب آخر للتسمية بناء على «معجم بلدان فلسطين» لمؤلفه محمد شراب أن هيرودس الأول بنى فصايل ودعاها «فاسيليس» نسبة إلى أخيه فاسيل.

## تاريخ ومعالم أثرية
تعتبر قديماً وعلى زمن العثمانيين حصناً للجيوش التركية، حيث انها تحتوي على آثاراً غريبة منها آثار قصر يعود إلى الفترة العثمانية أنشئ بجانب عين مائها المعروفة بنبعة صمصام. وعلى اليمين من المنطقة تتربع جبال الزمارة، وإذا تعمقت إلى الداخل قليلاً سترى بركة صغيرة من المياه منحوتاً بداخلها صورة لأفعى وقدماً تبدو لطفل صغير العمر. بالإضافة إلى وجود قنوات مائية منها ما هو مبني ومنها ما هو مهدوم وجسراً تهدّم نصفه كان يفصل المناطق الرعوية عن الماء ويحول بينها كسد طبيعي.

## السكان
وفقا للجهاز المركزي للإحصاء الفلسطيني فإن عدد سكان التجمع في عام 2016 بلغ 1,364 نسمة.

## السياحة
تشتهر المنطقة باعتدال مناخها وجمال طبيعتها ووفرة ينابيعها المائية، مما جعلها مقصداً للسياحة المحلية، حيث يزورها السياح بشكل دائم لقضاء اوقاتهم والتمتع بطبيعتها الخضراء.

## قيود الاحتلال
بعد حرب عام 1967 سارعت شركة مياه الاحتلال الإسرائيلي إلى حفر الآبار الارتوازية لضخ المياه إلى المستوطنات المجاورة كمستوطنة فصايل ومعاليه افرايم ويفيت وتومر، الأمر الذي أثر على مواردها المائية.
كما أن أهل المنطقة يعانون من دوريات الاحتلال الكشفية التي تمنع الرعاة من الوجود في المكان بالإضافة إلى منعهم للسكان من استغلال الخمسة ينابيع المتوفرة في المنطقة. بالإضافة إلى تدمير أكثر من 20 عين ماء على طول 35 كم تصل إلى الحدود الأردنية، وهكذا يبقى مصدر المياه الوحيد المتوفر للبلدة هو شركة المياه الإسرائيلية «موكوروت» التي تتحكم بكمية المياه التي تضخها إلى قرى الأغوار عامةً.
تُصنّف منطقتا الفصايل الفوقا والفصايل الوسطى من المناطق ج بعد اتفاقية اوسلو وهي بالتالي تابعة «للإدارة المدنية الإسرائيلية»، فتم استصدار نحو 150 أمر إخلاء وهدم بيوت خلال السنوات 2009 حتى 2014. كما يُمنع سكان الفصايل من الرعي في الجبال كونها مناطق عسكرية إسرائيلية أمنية مغلقة الأمر الذي أثر على مستوى المعيشة. تصل نسب البطالة بين سكان القرية إلى 50% ويعاني السكان من نقص الخدمات الصحية والتعليمية كما انه ينعدم وجود شبكات الهاتف في القرية.

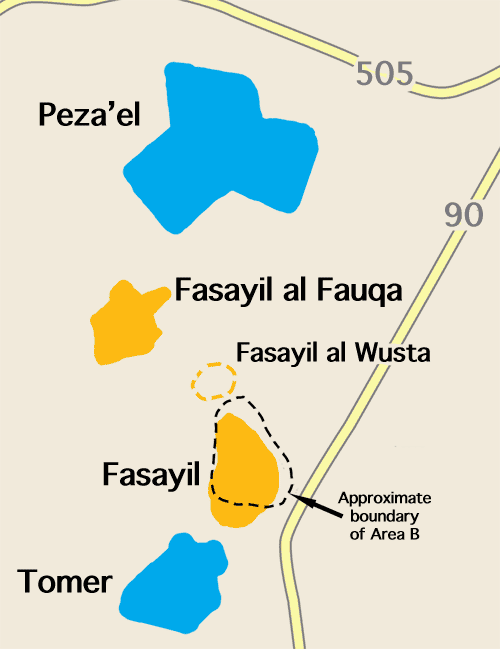
قرية فصايل الفلسطينية